# EP (D.A.N.のアルバム)
『EP』は、D.A.N.の1stEP。2015年7月8日にSSWB / BAYON PRODUCTIONから発売された。

## 解説
「ジャパニーズミニマルメロウ」の追求をテーマに掲げる3人組バンド、D.A.N.の初めての流通作品。1stアルバムに収録されることとなる「Ghana」や、のちにサポートメンバーとして参加することとなるFLATPLAYの篠崎奏平によるRemix「Beach (Shinozaki Sohei Remix)」などが収録されている。また、一部店舗で販売されたものには、2015年6月11日に渋谷WWWで行われたライブの内容を収録したDVDが特典として付録された。

## 収録曲
| #         | タイトル                          | 作詞  | 作曲・編曲 | 時間 |
| --------- | --------------------------------- | ----- | ---------- | ---- |
| 1.        | 「Ghana」                         |       |            | 4:56 |
| 2.        | 「Now It's Dark」                 |       |            | 5:21 |
| 3.        | 「Morrison」                      |       |            | 6:15 |
| 4.        | 「Beach (Shinozaki Sohei Remix)」 |       |            | 6:56 |
| 合計時間: | 合計時間:                         | 23:28 |            |      |

| #  | タイトル     | 作詞 | 作曲・編曲 |
| -- | ------------ | ---- | ---------- |
| 1. | 「Zidane」   |      |            |
| 2. | 「Pool」     |      |            |
| 3. | 「Morrison」 |      |            |